# Lorenzo Ghiselli
Lorenzo Ghiselli (Siena, 3 mei 1953 - Bologna, 28 juli 1985) was een Italiaans motorcoureur. 

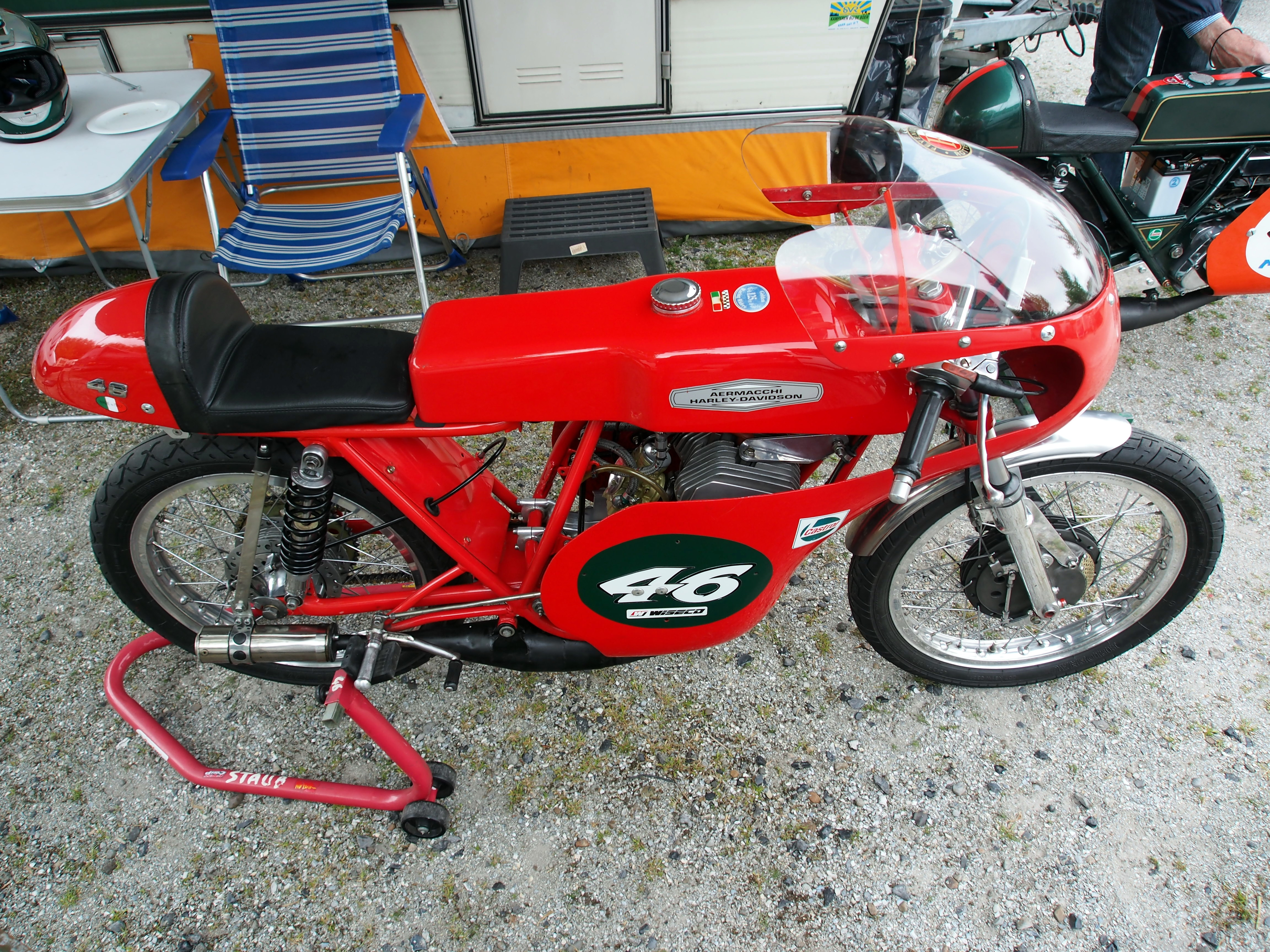
Aermacchi Ala d'Oro 125

Ghiselli was een echte privérijder, die samen met zijn vrouw Patrizia langs de circuits reisde. Zij stond hem bij als tijdwaarnemer tijdens de trainingen. Lorenzo kreeg ook hulp van een aantal collega's en lokale sponsoren.

## Carrière
Lorenzo Ghiselli debuteerde in het wereldkampioenschap wegrace in het seizoen 1974 toen hij vijfde werd in de 125cc-klasse tijdens de GP des Nations.
Daarna richtte hij zich enkele jaren op het kampioenschap van Italië en het Europees kampioenschap wegrace, maar hij nam trouw deel aan de GP des Nations, die in Italië werd verreden. 

## Overlijden
In 1984 was hij 500cc-kampioen van Italië, een titel die hij in 1985 wilde verdedigen. In de eerste kampioensrace van dat jaar, die op 13 april werd verreden op het Autodromo Enzo e Dino Ferrari in Imola, kwam hij bij de Tosa-bocht ten val. Hij raakte in coma en overleed aan complicaties op 28 juli 1985. 

## Wereldkampioenschap wegrace resultaten
| Jaar | Klasse | Team  | Motorfiets              | 1       | 2       | 3       | 4       | 5       | 6       | 7       | 8      | 9      | 10     | 11      | 12     | 13     | 14    | Punten | Plaats | Overwinningen |
| ---- | ------ | ----- | ----------------------- | ------- | ------- | ------- | ------- | ------- | ------- | ------- | ------ | ------ | ------ | ------- | ------ | ------ | ----- | ------ | ------ | ------------- |
| 1974 | 125 cc | Privé | Aermacchi Ala d'Oro 125 |         | NAT 5   | SPA -   |         | DUI -   | FRA -   |         | NED -  |        | GBR -  | ZWE -   | SMR -  |        |       | 6      | 22e    | 0             |
| 1977 | 250 cc | Privé | Harley-Davidson RR 250  | VEN -   |         | DUI -   | NAT DNQ | SPA -   | FRA -   | JOE -   | NED -  | BEL -  | ZWE -  | FIN -   | TSL -  | GBR -  |       | 0      | -      | 0             |
| 1978 | 500 cc | Privé | Suzuki RG 500           | VEN -   | SPA -   | OOS -   | FRA -   | NAT DNF | NED -   | BEL -   | ZWE -  | FIN -  | GBR -  | DUI -   |        |        |       | 0      | -      | 0             |
| 1979 | 500 cc | Privé | Suzuki RG 500           | VEN -   | OOS -   | DUI -   | NAT DNF | SPA -   | JOE -   | NED -   | BEL -  | ZWE -  | FIN -  | GBR -   |        | FRA -  |       | 0      | -      | 0             |
| 1980 | 350 cc | Privé | Yamaha TZ 350           |         |         | NAT DNF |         | FRA -   |         | NED -   |        |        | GBR -  | TSL -   | DUI -  |        |       | 0      | -      | 0             |
| 1982 | 500 cc | Privé | Suzuki RG 500           | ARG -   | OOS DNQ | FRA 12  | SPA 11  | NAT 15  | NED DNF | BEL -   | JOE -  | GBR -  | ZWE -  | FIN -   |        | SMR 12 | DUI - | 0      | -      | 0             |
| 1983 | 500 cc | Privé | Suzuki RG 500           | ZAF DNQ | FRA -   | NAT 19  | DUI -   | SPA -   | OOS -   | JOE -   | NED -  | BEL -  | GBR -  | ZWE -   | SMR -  |        |       | 0      | -      | 0             |
| 1984 | 500 cc | Privé | Suzuki RG 500           | ZAF -   | NAT DNF | SPA -   | OOS 21  | DUI 16  | FRA 16  | JOE DNF | NED 19 | BEL 15 | GBR 29 | ZWE DNF | SMR 11 |        |       | 0      | -      | 0             |